# Jean Paul
Johann Paul Friedrich Richter, más conocido como Jean Paul (Wunsiedel, 21 de marzo de 1763 - Bayreuth, 14 de noviembre de 1825) fue un escritor alemán.

### Infancia y juventud

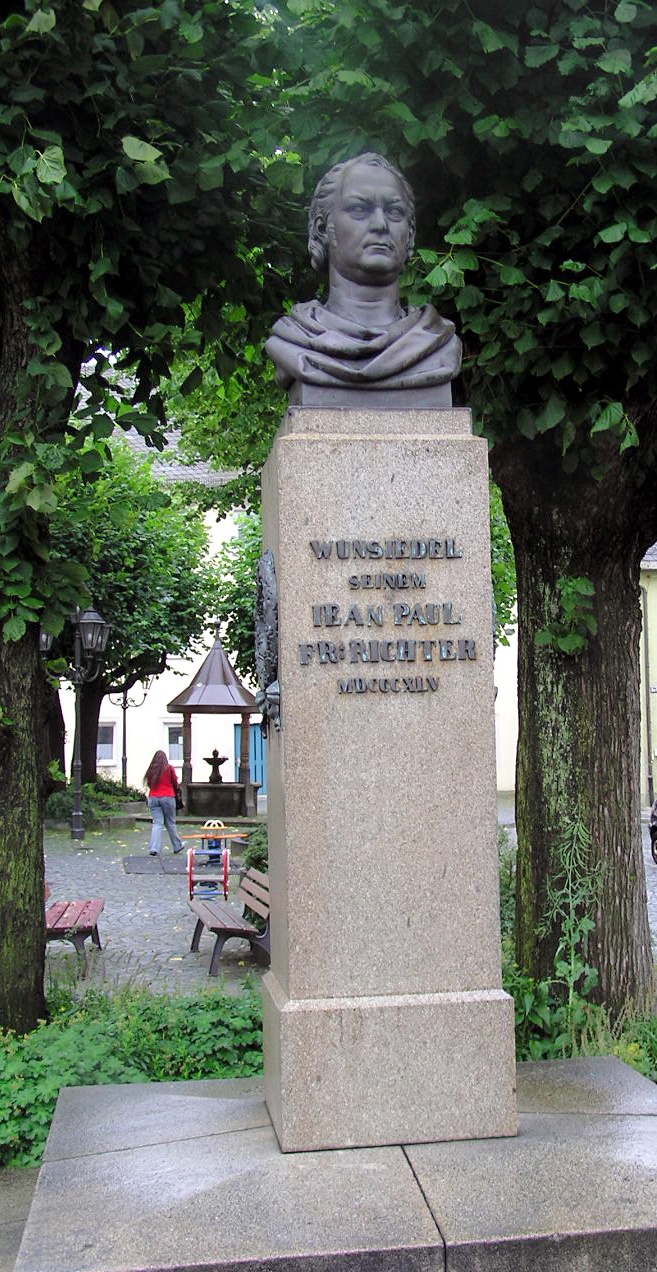
Monumento a Jean Paul en Wunsiedel.

El padre de Jean Paul era un tipo serio, maestro y organista en Winsiyllandel.[cita requerida] En 1765 se convirtió en pastor en Joditz; en 1776 consiguió un puesto mejor en Schwarzenbach an der Saale. La atmósfera protestante en casa del padre de Jean Paul marcó su infancia. Se empezó a familiarizar con las ideas de la Ilustración a través de un preeminente maestro y del párroco Erhard Friedrich Vogel, proveniente de la localidad vecina de Rehau, más que a través de su padre conservador. Apartado de los centros político-literarios de su época, Jean Paul se formó de manera autodidacta, y ya a la edad de 15 poseía un amplio conocimiento sobre libros que recogió en cuadernos monográficos. En 1779 Jean Paul se cambió al gymnasium de Hof, donde conoció a su amigo íntimo Johann Bernhard Hermann, quien sería arquetipo de muchos de los personajes de sus novelas, como por ejemplo Leibgeber en Siebenkäs. Pocos meses después murió su padre, lo que propició que la familia se hundiera en una grave crisis económica.

### Época de estudiante
En mayo de 1781 Jean Paul ingresó en la universidad de Leipzig, pero cursó sus estudios de teología con mucha apatía. Sin embargo, en esa época comenzó a descubrirse como escritor: después de sus primeros experimentos literarios, escribió principalmente sátiras al estilo de Jonathan Swift y de Ludwig Liscow, las cuales fueron reunidas en forma impresa en 1783 bajo el nombre de Grönländische Prozesse (Procesos groenlandeses). Sin embargo, a esta primera publicación no le siguieron éxitos posteriores. En 1784 Jean Paul tuvo que huir de sus acreedores y regresó a la casa de su madre en Hof en calidad de «fracasado». Su novela tardía Siebenkäs atestigua cómo se sentía en aquella época. A la pobreza opresiva de aquellos años vino a sumarse la muerte de un amigo en 1786 y el suicidio de su hermano Heinrich en 1789. Solo cuando Jean Paul comenzó a percibir un ingreso como profesor particular a partir de 1787, su desdicha comenzó a ceder lentamente.

### Comienzo de su fama
La serie de sus éxitos como escritor dio inicio en 1793 con la novela Die unsichtbare Loge. Jean Paul le había enviado el manuscrito al escritor Karl Philipp Moritz, quien se mostró entusiasmado: «¡Pero si esto está por encima de Goethe, es algo totalmente nuevo!», se dice que exclamó, y gracias a su mediación el libro halló rápidamente una editorial en Berlín. Es en Die unsichtbare Loge donde Jean Paul utiliza por vez primera este nombre, motivado por su admiración por Jean-Jacques Rousseau. Antes de eso había escrito sus trabajos bajo el pseudónimo de J. P. F. Hasus. No obstante, Die unsichtbare Loge no pasó de ser un fragmento, ya que Jean Paul se abocó a una novela nueva, Hesperus, aparecida en 1795. Este libro, el primer gran éxito literario desde Die Leiden des jungen Werthers de Goethe, llevó a Jean Paul de golpe a la fama. Herder, Wieland y Johann Wilhelm Ludwig Gleim se expresaron con entusiasmo sobre el Hesperus. Como era de esperar, Goethe y Schiller no le hallaron gusto a la novela.

### Cúspide

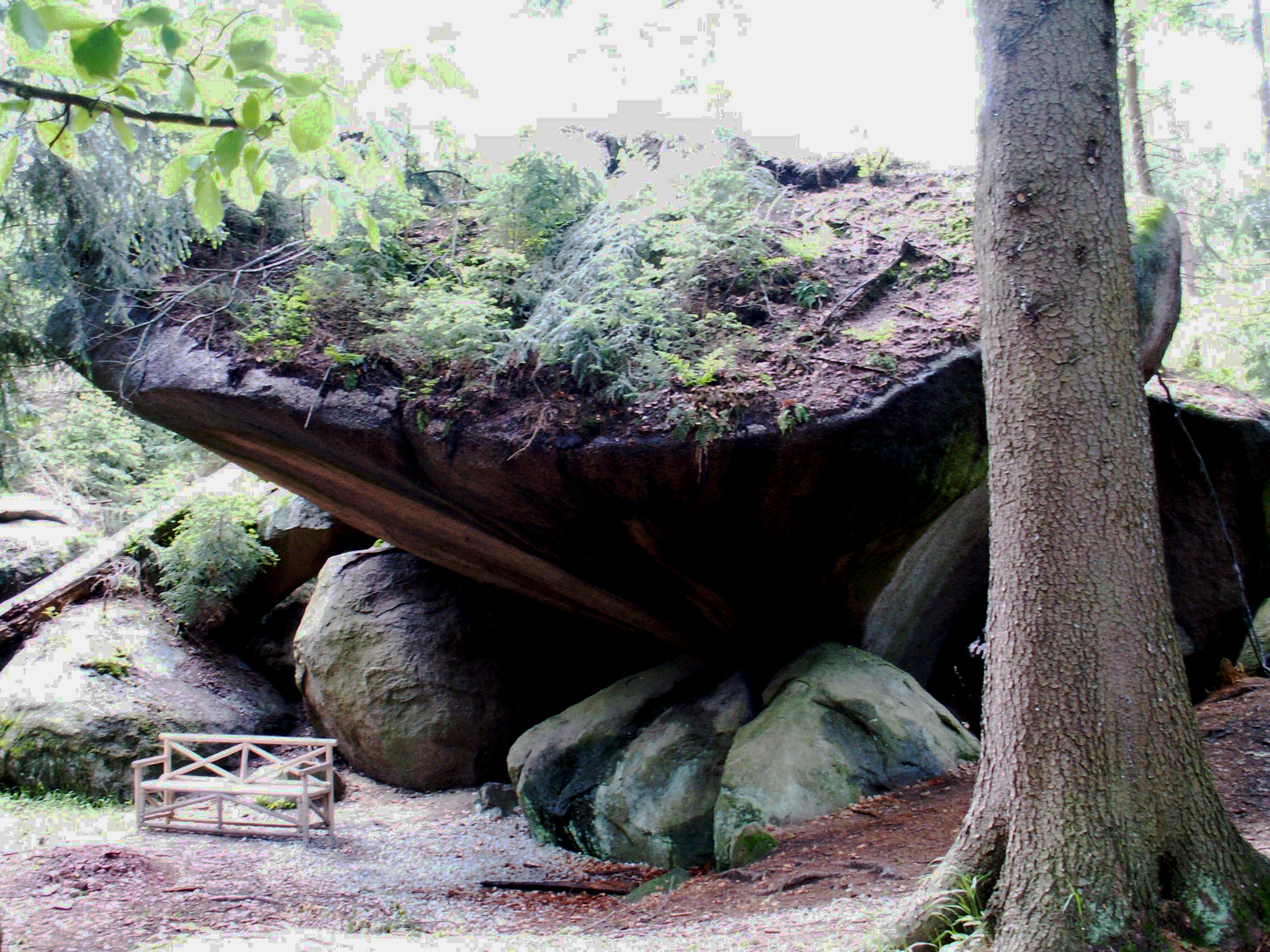
El espacio de Jean Paul en el laberinto rocoso de Luisenburg.

Por invitación de su admiradora Charlotte von Kalb, Jean Paul visitó en 1796 Weimar. En el centro literario de su época, fue recibido con respeto, pero su relación con Goethe y Schiller fue fría y distante. Dos años después el mismo Jean Paul se convertiría en un Weimaraner; mientras tanto, produjo una imponente cantidad de obras literarias: Vida del risueño maestrillo Maria Wuz de Auenthal (1790), Siebenkäs (1796–1797), Das Leben des Quintus Fixlein (1796), Der Jubelsenior (1797) y Das Kampaner Tal (1797). Particularmente en Weimer se acumularon los enredos amorosos, que acompañaron a Jean Paul durante su vida: Primero se enamoró de Karoline von Feuchtersleben, lo cual implicaba varios problemas debidos a la diferencia de sus estratos sociales, y cuando por fin estos se disiparon, Jean Paul se volvió a enamorar. Con respecto a Charlotte von Kalb también tuvo que idear varias estrategias con el fin de evitar el matrimonio. No obstante, Jean Paul, que siempre trató de alejarse de este compromiso no pudo evitar su destino: durante la primavera de 1800 conoció en un viaje a Berlín a Karoline Meyer, con quien se casó un año después.
El viaje a Berlín representa la cúspide de su fama como literato: la reina de Prusia, Luise von Mecklenburg-Strelitz, que lo había conocido en la corte de su hermana Charlotte en Hildburghausen, resultó ser una lectora entusiasta de sus obras. Esto condujo a que Jean Paul se trasladara por completo a Berlín en 1800, donde entabló amistad con los hermanos Schlegel, Tieck, Schleiermacher y Fichte.

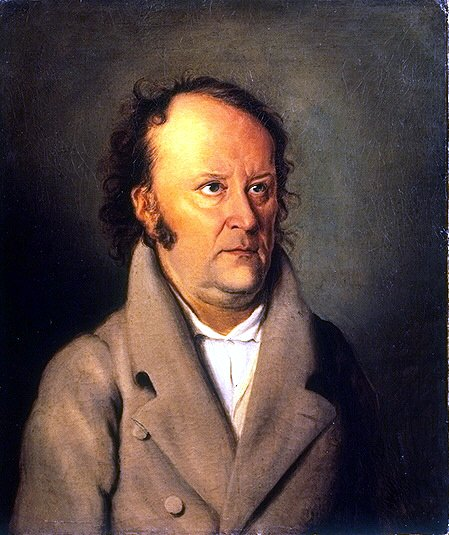
Jean Paul, por Friedrich Meier (1810).

### Sus últimos años
Sin embargo, desde la cima del éxito todo fue cuesta abajo lentamente: las siguientes novelas de Jean Paul, Titan (1800–1803) y Flegeljahre (1804–1805), ya no provocaron el mismo entusiasmo de antes en los lectores, a pesar de que hoy en día son consideradas como sus obras más importantes.

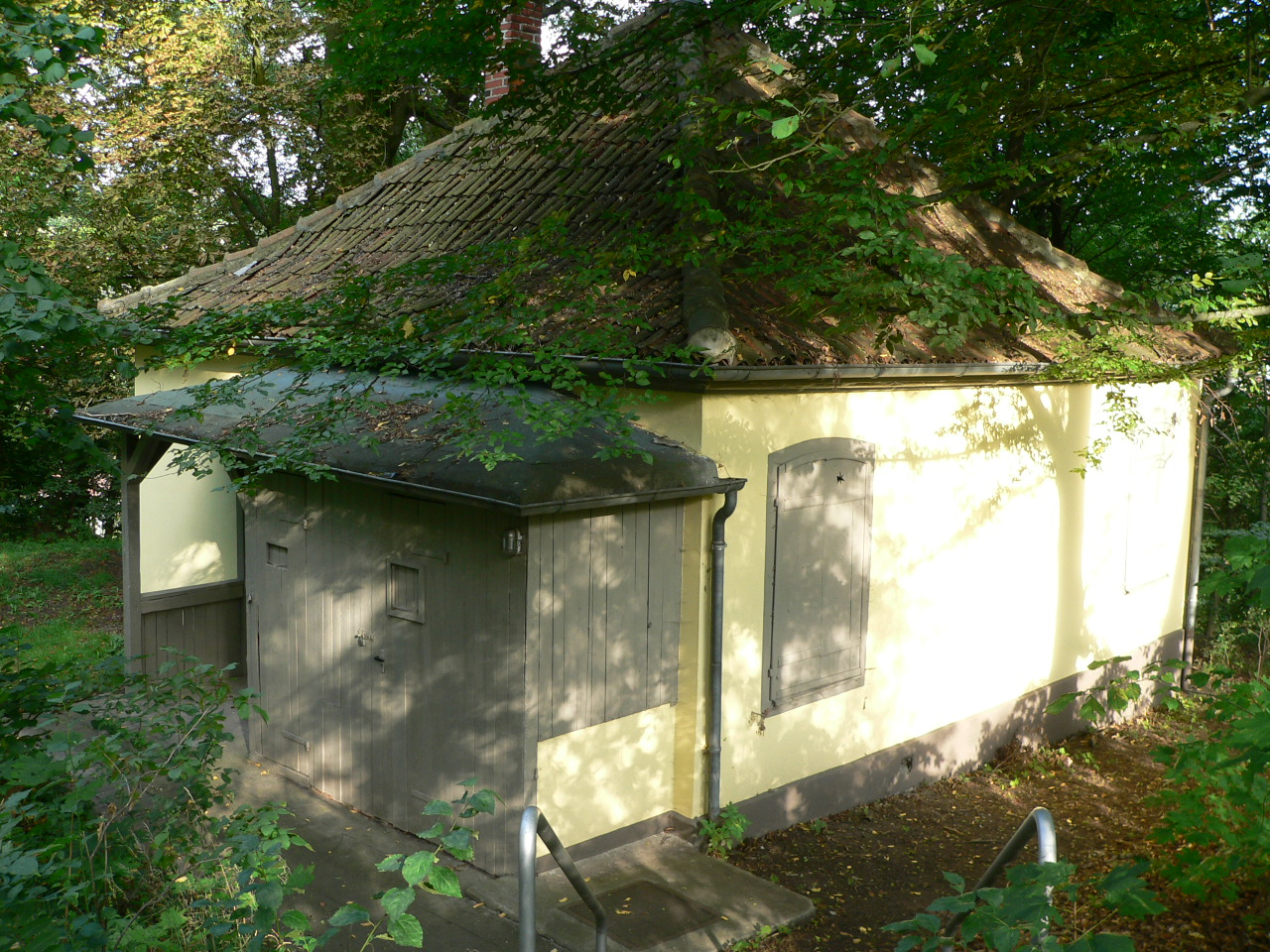
La propiedad de Jean Pauls en Coburg (1803–1804).

En 1804 se mudó junto con su esposa y sus dos hijos a Bayreuth, después de haber habitado durante un breve periodo en Meiningen y en Coburg. A su llegada a Bayreuth comenzó a llevar una vida en reclusión, interrumpida solo por algunos viajes, como el que hizo a Bamberg, donde visitó a E. T. A. Hoffmann, o a Heidelberg, donde en 1817, después de una copioso brindis, por recomendación de Hegel le fue conferido el título de doctor honoris causa. Sus posturas políticas (como por ejemplo en el Morgenblatt de Johann Friedrich Cotta) hallaron resonancia particularmente entre los estudiantes que se identificaban con las ideas patrióticas. Se convirtió en una especie de figura dirigente de las fraternidades alemanas. Durante una visita en Heidelberg (1817) y en Stuttgart (1819) fue ensalzado como el «poeta preferido de los alemanes».
Sus obras literarias de estos años, como por ejemplo Levana oder Erziehlehre (1807) o Dr. Katzenbergers Badereise (1809), no recibieron ya la atención que alguna vez recibió el Hesperus. En 1813 comenzó Jean Paul su última gran novela, Der Komet. Sin embargo, la muerte de su hijo Max en 1821 fue un golpe del destino que el autor no pudo superar jamás, por lo que abandonó la novela, que quedó como fragmento. Sus últimos años de vida se caracterizaron por la enfermedad: en 1823 enfermó de cataratas y fue perdiendo la visión poco a poco. En 1825 tuvo un derrame pleural, por culpa del cual murió el 14 de noviembre.
Jean Paul fue olvidado poco después de su muerte. Sus obras de importancia fueron descubiertas nuevamente por Stefan George en el siglo XX.

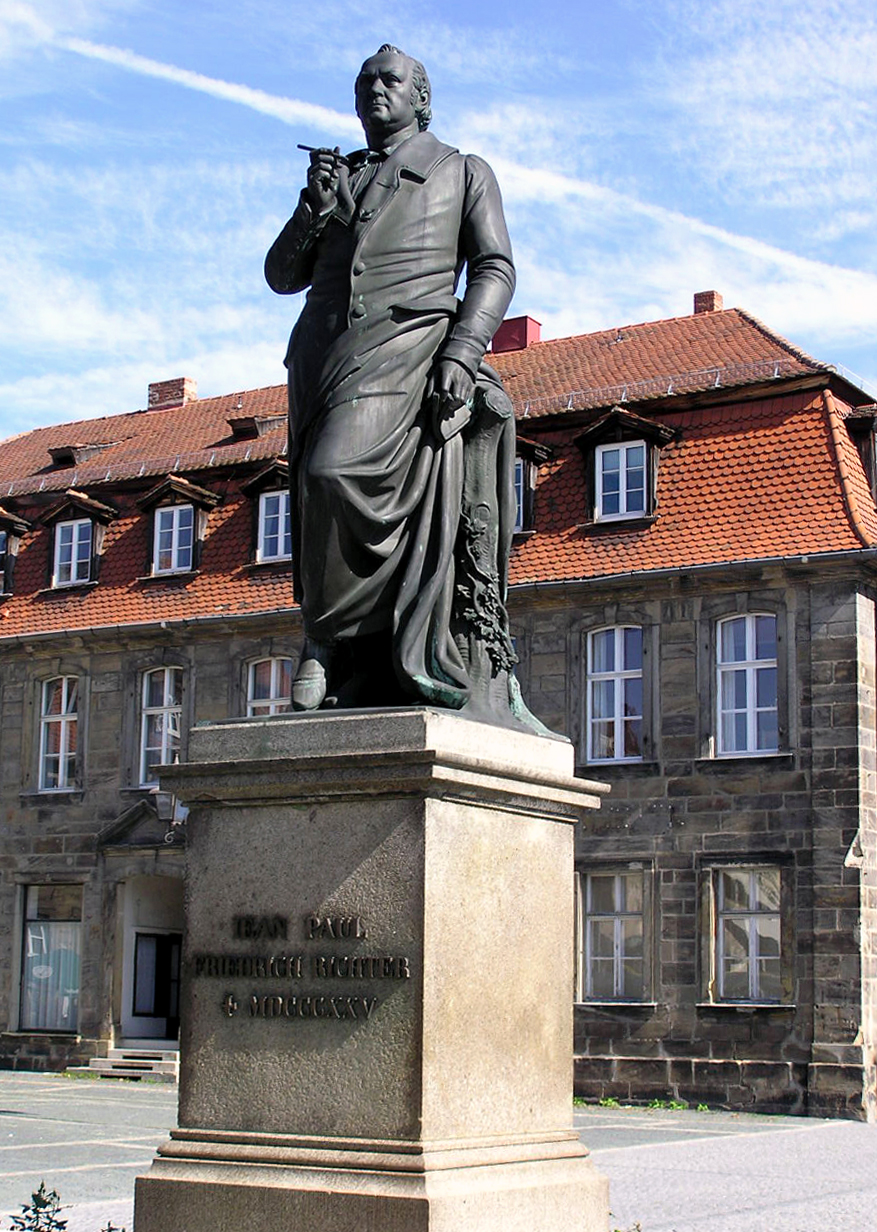
Monumento a Jean Paul en Bayreuth.

## Importancia literaria
Jean Paul se ha ganado un lugar especial en la literatura alemana y siempre ha dividido a los lectores. Para algunos es merecedor de una veneración suprema, para otros, de desinterés y reprobación. La tendencia romántica a hacer desaparecer la forma en la novela fue llevada hasta su cúspide por él; August Wilhelm Schlegel calificó a sus obras de «soliloquios», en los que permitía a los lectores tomar parte, una especie de intensificación de aquello que Laurence Sterne comenzó con su Tristram Shandy. Jean Paul jugó en forma constante con un sinfín de ocurrencias humorísticas y grotescas. Sus obras se caracterizan por sus metáforas audaces y por sus tramas digresivas y hasta cierto punto laberínticas. En ellas, Jean Paul mezclaba sus reflexiones con comentarios sobre el quehacer literario; la sátira amarga aparece repentina junto a la ironía ingeniosa y el humor suave; junto al sobrio realismo se hallan idilios esclarecedores, interrumpidos usualmente de forma irónica; su obra también contiene crítica social y posturas políticas.
Sus novelas hallaron acogida particularmente entre las mujeres debido a la forma tan empática con que Jean Paul podía dar forma a sus personajes femeninos: nunca antes en la literatura alemana habían sido mostrados los personajes femeninos con tal profundidad psicológica. Curiosamente no se hallan en ningún otro lado tales arremetidas placenteras de misoginia como en Jean Paul.
El carácter de Jean Paul debió de ser tan multifacético como muchas de sus novelas; era una persona muy sociable e ingeniosa, al mismo tiempo sentimental al extremo, de espíritu infantil y que rápidamente se conmovía hasta las lágrimas. Sus obras muestran el grado en que se interesaba no solo en la literatura, sino también en la astronomía y la ciencia.
No es de sorprender en un autor tan imaginativo y dinámico que su relación con los «Clásicos de Weimar», Goethe y Schiller, siempre fuese conflictiva (Schiller dijo de Jean Paul que le era «tan extraño como alguien bajado de la Luna»). Herder y Wieland, por otro lado, lo estimaron y apoyaron. A pesar de que siempre mantuvo distancia con los clásicos, que pretendían generalizar el arte, y de que en sus consideraciones teóricas, por ejemplo en su Vorschule der Ästhetik (Parvulario de estética), se pueden constatar fuertes influencias del Romanticismo, no se le considera dentro de los románticos. También frente a estos mantuvo una distancia crítica; y es que a pesar de todo subjetivismo, no generalizó el Yo del autor: poseía aquello que escaseaba entre la seriedad clásica y la ironía romántica: humor, cuya esencia él examinó minuciosamente por primera vez. Tanto la Ilustración como la metafísica las consideraba fracasadas, y aun así mantenían un sitio en su imaginario. De tal forma, destiló una visión del mundo sin ilusión, inseparable de una resignación llena de humor. Esto corresponde con el hecho de que Jean Paul fuese uno de los primeros partidarios de la filosofía de Arthur Schopenhauer. No trataba de adoctrinar, sino de mostrar la felicidad del ser humano, aun, y precisamente, en su entorno cada vez más desnaturalizado: en los castillos estilo rococó y en los pueblos depauperados de la Alta Franconia.

## Recepción
La obra de Jean Paul refleja en su totalidad el espectro de visiones del mundo de su época. A pesar de que la obra de E. T. A. Hoffmann se asemeja a la de Jean Paul en su comicidad grotesca, no tuvo ningún sucesor propiamente dicho. No obstante, la obra temprana de Stifter está bajo su influencia, y en la de Wilhelm Raabe se pueden hallar numerosos elementos propios de Jean Paul. A lo sumo, autores del siglo XX como Georg Heym, Hermann Burger, Albert Vigoleis Thelen o Arno Schmidt pueden ser considerados herederos de la prosa de Jean Paul, debido a su ingenio con la lengua y al arte de la digresión. Jean Paul goza de una muy buena reputación entre estas generaciones posteriores de literatos. Para Arno Schmidt, Jean Paul es «uno de nuestros grandes (...) uno de entre aquellos veinte por los cuales me batiría contra todo el mundo».

### Premio Jean Paul
En su honor fue nombrado el mayor premio de literatura que otorga el Estado Libre de Baviera. Cada dos años es otorgado para reconocer la obra completa de un autor de habla alemana. Monetariamente, el premio consiste en una dotación de 15 000 euros. Alternaba hasta el año de 2002 con el Premio Karl Vossler, considerados ambos como los premios literarios de Baviera. Los galardonados con este premio han sido:
- 2005 • Sarah Kirsch
- 2003 • Thomas Hürlimann
- 2001 • Gerhard Polt
- 1999 • Herbert Rosendorfer
- 1997 • Günter de Bruyn
- 1995 • Siegfried Lenz
- 1993 • Gertrud Fussenegger
- 1991 • Hermann Lenz
- 1989 • Horst Bienek
- 1987 • Botho Strauß
- 1985 • Friedrich Dürrenmatt
- 1983 • Hans Egon Holthusen

## Eponimia
- El asteroide (14365) Jeanpaul lleva este nombre en su memoria.

## Bibliografía

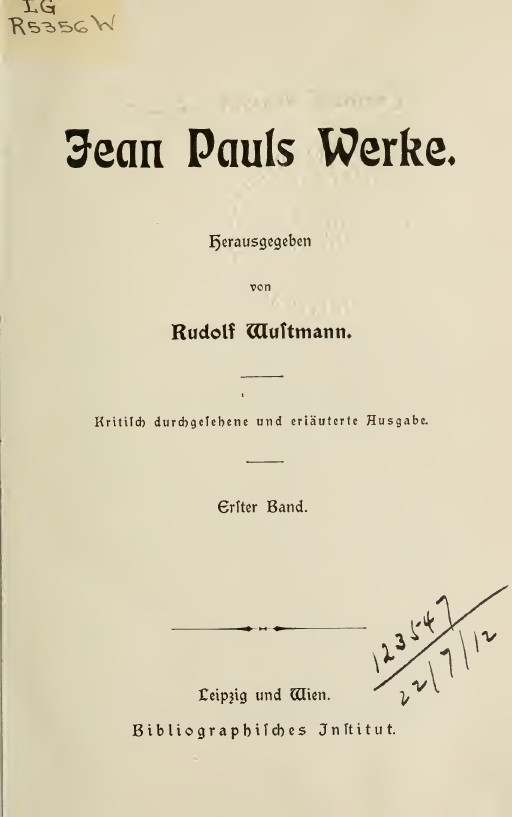
Titan. 1

### Obras
- Grönländische Prozesse (sátiras), 1783–1784 (bajo el pseudónimo J. P. F. Hasus).
- Auswahl aus des Teufels Papieren (sátiras), 1789 (Bajo el pseudónimo J. P. F. Hasus).
- Die unsichtbare Loge. Eine Biographie (novela), 1793.
- Leben des vergnügten Schulmeisterlein Maria Wutz in Auenthal. Eine Art Idylle (narración), 1793.
- Hesperus oder 45 Hundposttage. Eine Biographie (novela), 1795.
- Leben des Quintus Fixlein, aus funfzehn Zettelkästen gezogen; nebst einem Mustheil und einigen Jus de tablette (narración), 1796.
- Siebenkäs (Blumen-, Frucht- und Dornenstücke oder Ehestand, Tod und Hochzeit des Armenadvokaten F. St. Siebenkäs im Reichsmarktflecken Kuhschnappel) (novela), 1796–1797.
- Konjekturalbiographie (narración), 1798.
- Titan (novela), 1800–1803.
- Des Luftschiffers Giannozzo Seebuch (narración en el 2º tomito de apéndices al Titán), 1801; Insel-Bücherei 1912, reimp. 1985 (Nr. 1073).
- Vorschule der Ästhetik, nebst einigen Vorlesungen in Leipzig über die Parteien der Zeit, 1804. Edic. de Wolfhart Henckmann. Meiner, Hamburg 1990. ISBN 978-3-7873-0950-4.
- Flegeljahre. Eine Biographie (novela), 1804–1805.
- Freiheitsbüchlein, J. G. Cotta, Tubinga, 1805; Süddeutsche Zeitung Edition. Bibliotheca Anna Amalia, Múnich, 2007, ISBN 978-3-86615-412-4.
- Levana oder Erziehlehre, 1807.
- Des Feldpredigers Schmelzle Reise nach Flätz mit fortgehenden Noten; nebst der Beichte des Teufels bey einem Staatsmanne (narración), 1809.
- D. Katzenbergers Badereise, nebst einer Auswahl verbesserter Werkchen (narración), 1809.
- Leben Fibels, des Verfassers der Bienrodischen Fibel, 1812.
- Der Komet, oder Nikolaus Marggraf. Eine komische Geschichte (novela), 1820–1822.
- Ein Stundenbuch fuer seine Verehrer (antología) Reihe Deutsche Dichtung, Bd.1, edic. de Stefan George y Karl Wolfskehl, Stuttgart: Klett-Cotta 1989 – Nachdruck der Ausg. Berlín 1900. Mit einem Nachwort von Ute Oelmann. Vgl. Berend/Krogoll; Wirtz – Bespr.: In: JJPG 28 (1993), pp. 169–173 (Manfred Koch: Artistische Verehrung: Zur Neuausgabe der Jean-Paul-Anthologie von George und Wolfskehl) ISBN 3-608-95660-3.

### Obras completas
- Jean Paul. Sämtliche Werke. Reimer, Berlín 1826ss.
- Eduard Berend (ed.): Jean Paul. Sämtliche Werke. Hist. krit. Ausgabe hrsg. v.d. Preuss. Akademie der Wiss. Berlín. H. Böhlaus Nachfolger, Weimar 1927ss., reimp. Akademie-Verlag, Berlín, 1996ss. ISBN 3-7400-0628-5, ISBN 3-7400-0823-7, ISBN 3-7400-0824-5, ISBN 3-7400-0825-3 (esta edición está en proceso).
- Norbert Miller (ed.): Jean Paul. Sämtliche Werke. 10 vols. Carl Hanser Verlag, Múnich, 1959ss., 1974ss., WBG, Darmstadt, 1974, 2000 (con epílogos de Walter Höllerer) ISBN 3-446-11658-3.

### Legado póstumo
- Thomas Wirtz y Kurt Wölfel (eds.): Jean Paul: Ideen-Gewimmel. Texte und Aufzeichnungen aus dem unveröffentlichten Nachlass. Eichborn Verlag, Frankfurt del Meno, 1996, ISBN 3-8218-4453-1.

### Ediciones en español
- Elogio de la estupidez y otros textos sobre idiotas, ed. de Juan de Sola, Barcelona, Cómplices, 2012.
- Alba del nihilismo, ed. de A. Fabris, trad. de J. Pérez de Tudela, Madrid, Istmo, 2005.
- Introducción a la Estética, ed. de P. Aullón de Haro sobre la versión de Julián de Vargas, Madrid, Verbum, 1991.
- La edad del pavo, trad. de Manuel Olasagasti, Madrid, Alianza, 1981.
- Levana o Teoría de la Educación, trad. de J. Ontañón, Madrid, Ediciones de la Lectura, s.f., 2 vols.